# Summit (Arkansas)
Summit es una ciudad ubicada en el condado de Marion en el estado estadounidense de Arkansas. En el Censo de 2010 tenía una población de 604 habitantes y una densidad poblacional de 190,06 personas por km².

## Geografía
Según la Oficina del Censo de los Estados Unidos, Summit tiene una superficie total de 3.18 km², de la cual 3.18 km² corresponden a tierra firme y (0%) 0 km² es agua.

## Demografía
Según el censo de 2010, había 604 personas residiendo en Summit. La densidad de población era de 190,06 hab./km². De los 604 habitantes, Summit estaba compuesto por el 93.54% blancos, el 0.17% eran afroamericanos, el 0.99% eran amerindios, el 0.5% eran asiáticos, el 0% eran isleños del Pacífico, el 0.83% eran de otras razas y el 3.97% pertenecían a dos o más razas. Del total de la población el 1.99% eran hispanos o latinos de cualquier raza.